# 布盧克萊法姆斯 (北卡羅萊納州)
布盧克萊法姆斯（英語：Blue Clay Farms）是位於美國北卡羅萊納州新漢諾威縣的普查規定居民點。

## 人口
根據2020年美國人口普查的數據，布盧克萊法姆斯的面積為6.36平方千米，當中陸地面積為6.32平方千米，而水域面積為0.04平方千米。當地共有人口168人，而人口密度為每平方千米26.42人。